# Jaime Hayon
Jaime Hayon (* 1974 in Madrid, Spanien) ist ein spanischer Künstler und Designer. 
Zu seinen bekanntesten Entwürfen zählen die Sessel Twentytwo für Ceccotti, das Crystal Candy Set für Baccarat, die Camper Shoes, die Leuchte Sparkle Shady für Swarovski, die BD Showtime Collection und der Schaukelstuhl Green Chicken. 

## Leben
Hayon studierte Industriedesign in Madrid und Paris. Nach dem Studium ging er an die Fabrica, eine Akademie für Design und Kommunikation in Italien. Dort leitete er von 1997 bis 2003 die Designabteilung. Im Jahr 2000 eröffnete Hayon sein eigenes Studio und widmet sich seit 2003 eigenen Projekten. Hayon führt Büros in Italien, Spanien und Japan. Das Time Magazine führt ihn in der Liste der 100 bedeutendsten Kreativen.

## Arbeit

### Ausstellungen und Installationen in Galerien und Museen
- David Gill Galerie London[9]
- Galerie VIVID Rotterdam[10]
- MAK Wien[11]
- Groninger Museum[12]
- Aram Gallery London[13]
- Design Museum London[14]
- mudac Lausanne[15]

### Projekte

#### Möbelserien
- Fritz Hansen[16]
- Magis[17]
- Established and Sons[18]
- Bisazza[19]
- B.D. Barcelona[20]
- Se London[21]
- Bernhardt Design[22]
- Ceccotti[23]
- Moooi[24]

#### Leuchten
- Metalarte[25]
- Swarovski[26]
- Baccarat[27]

#### Accessoires
- Piper Heidsieck[28]
- Gaia & Gino[29]
- The Rug Company[30]
- OROLOG[31]

#### Innenausstattungen
- Nirav Modi Flagship Boutique in Neu-Delhi[32]
- Octium - Juwelier in Kuwait[33]
- Faberge Salon Genf[34]
- Info Center Groninger Museum[35]
- Restaurant Le Sergeant Recruteur Paris[36]

### Auszeichnungen
- "Best Installation" vom Icon Magazine
- "100 Top list" und "Breakthrough Creator" vom Wallpaper* Magazine
- Elle Deco International Award 2006 und 2012
- Elle Deco Deutschland: "Best International Designer" 2008
- Elle Deco Japan: "Best Designer" 2008
- AD Russland: "Designer of the year" 2009, Maison Objet Designer of the year 2010